# Pinahat
Pinahat è una suddivisione dell'India, classificata come nagar panchayat, di 17.028 abitanti, situata nel distretto di Agra, nello stato federato dell'Uttar Pradesh. In base al numero di abitanti la città rientra nella classe IV (da 10.000 a 19.999 persone).

## Geografia fisica
La città è situata a 26° 53' 2 N e 78° 22' 41 E e ha un'altitudine di 134 m s.l.m..

## Società

### Evoluzione demografica
Al censimento del 2001 la popolazione di Pinahat assommava a 17.028 persone, delle quali 9.060 maschi e 7.968 femmine. I bambini di età inferiore o uguale ai sei anni assommavano a 3.367, dei quali 1.735 maschi e 1.632 femmine. Infine, coloro che erano in grado di saper almeno leggere e scrivere erano 8.853, dei quali 5.756 maschi e 3.097 femmine.